# Epipsestis
Epipsestis is een geslacht van vlinders van de familie eenstaartjes (Drepanidae), uit de onderfamilie Thyatirinae.

## Soorten
- E. albidisca (Warren, 1888)
- E. bilineata (Warren, 1915)
- E. dubia (Warren, 1888)
- E. griseata Warren, 1915
- E. longipennis Yoshimoto, 1982
- E. medialis Yoshimoto, 1982
- E. mediofusca Yoshimoto, 1982
- E. meilingchani Laszlo & G. Ronkay, 2000
- E. nikkoensis (Matsumura, 1921)
- E. orbicularis (Moore, 1888)
- E. ornata (Leech, 1888)
- E. perornata (Inoue, 1972)
- E. renalis (Moore, 1888)